# Melodiradion
Melodiradion är ett program i Sveriges Radio som sänder musik. Programmet startades den 4 maj 1961 i SR P2 för att få tillbaka lyssnare från piratradiostationerna Skånes Radio Mercur, Radio Syd och Radio Nord. När Sveriges radio den 12 december 1966 profilerade sina kanaler var det SR P3 som blev melodiradio. Senare tillkom även melodiradio i SR P4.
I maj 1981 firades Melodiradions 20-20-årsjubileum med stora satsningar.